# Peperomia coloniae
Peperomia coloniae är en pepparväxtart som beskrevs av William Trelease. Peperomia coloniae ingår i släktet peperomior, och familjen pepparväxter. Inga underarter finns listade i Catalogue of Life.